# Vorderer Tajakopf
Le Vorderer Tajakopf est une montagne qui s’élève à 2 450 m d’altitude dans le Wetterstein, en Autriche.